# 에바 마리

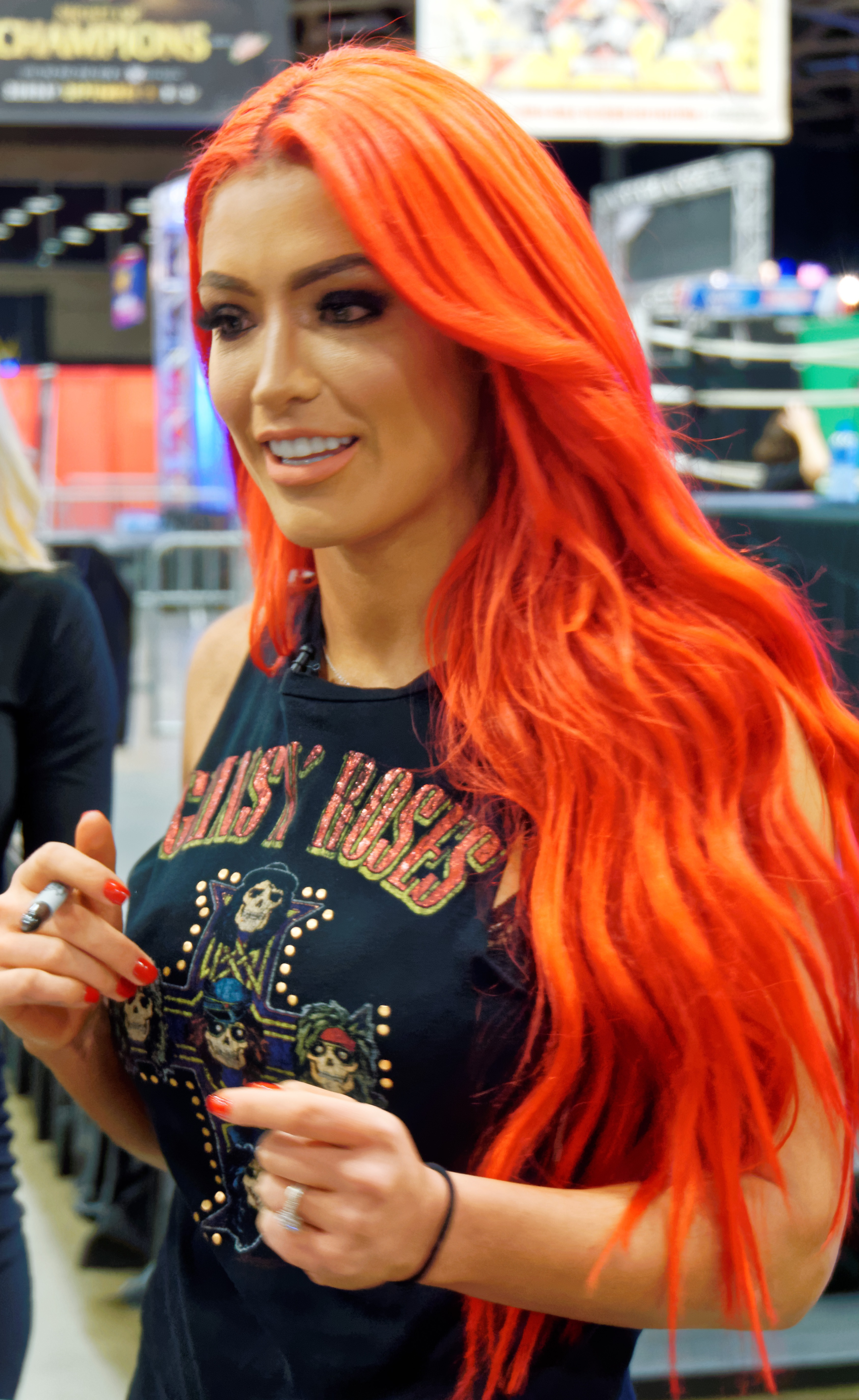
에바 마리 (2016년)

에바 마리(Eva Marie, 1984년 9월 19일 ~ )는 본명은 내털리 마리 넬슨(Natalie Marie Nelson)이다. 미국의 전직 여자 프로레슬링선수, 배우, 패션 디자이너, 모델이다. 키는 5 ft 8 in (173 cm tall) 몸무게는 57kg 125lb이다. 피니쉬는 슬라이스드 레드 #2(시라누이)로 사용을 한다. 2013년 7월 5일 WWE 슈퍼스타즈에서 잠깐이나 등장을 했다. 처음에는 WWE 선역으로 나탈리아랑 붙어 다니다가 그러나 2014년 7월 18일 WWE 스맥다운 중에서 폭스랑 같이 니키를 공격을 하면서 끝내 악역 전환하게 된다. 그렇게 2015년 3월 12일 wwe에서 끝나고 그리고 2015년 7월 22일 WWE NXT에서 경기를 가졌는데 흡사 토요타 마나미를 연상케하는 가운을 입고 등장해 과거보다는 괜찮아진 모습을 보여줬다. 2015년 9월 9일에 방송된 WWE NXT TV 쇼에서는 심판의 쓰리 카운트 전에 일어나야하는데 안 일어나자 누가 봐도 다 티가 날 정도로 심판이 카운트를 억지로 멈추는 장면까지 보이며 안그래도 도서관급으로 조용하기 그지 없던 경기장을 야유 도가니로 만들어놨다. 2015년 10월 3일자 WWE NXT 라이브 이벤트에서 기어이 사고를 치고 말았다. 카멜라와의 경기에서 머리를 노리고 시전한 킥이 잘못 들어가는 바람에 카멜라는 심판이 사인을 보내 경기가 중단될 정도로 심각해 보이는 부상을 입었다. 결국 WWE 수뇌부도 두손 두발 다 들었는지 앞으로는 프로레슬링 외로서 에바 한발 물러서게 되었다. 그러나 프로레슬러의 꿈을 접지는 못했는지 다시 활동하게 되었다. 2015년 11월 베일리에게 도전을 했고 WWE NXT 위민스 챔피언십을 치뤘지만 타이틀 획득엔 실패하였다. 이후 WWE NXT에서 나이아 잭스와 함께 다니면서 베일리등의 선역을 괴롭히면서 다니다가 2016년 3월 28일 WWE Raw에서 태그팀 중에서도 이기기는 했으나 레슬매니아 32에서도 이기기는 했다. 그리고 마침내 2016년 7월 26일 WWE 스맥다운에서 갑자기 재등장을 하여 베키 린치와 2016년 8월 2일 WWE 스맥다운중에서 베키를 상대를 하는데... 발목 부상때문에 실려나가고 또 2016년 8월 10일 다음날 WWE 스맥다운에서 베키를 상대를 하려고 하는데... 이번에는 브래지어가 풀리면서 결국 알렉사가 교체로 했다. 2016년 8월 17일 WWE 스맥다운에서 이번에는 나오미를 상대를 하려고 했지만 안나오고 중간에서는 태그팀 매치 중에 갑자기 난입을 하면서 방해를 했는데 이때 나오미가 나서서 되돌려서 끝내 실패를 하고 만다. 결국은 징계를 받아서 나오지도 못하더니 2017년 3월말 결국 퇴사한다.